# Wallisch Kálmán
Wallisch Kálmán, teljes születési nevén Wallisch Kálmán Adolf József (Lugos, 1889. február 28. – Leoben, 1934. február 19.) szociáldemokrata aktivista, kőműves. 

## Élete
Wallisch Mátyás és Kaminek Julianna gyermeke. 1905-ben belépett az MSZDP-be, a kőművesek szakegyletének erdélyi körzeti titkára volt. 1915. január 3-án Szegeden házasságot kötött Pintér Paulinával, Pintér György és Ruchbauer Paulina lányával. Az őszirózsás forradalom idején a szociáldemokrata párt szegedi titkáraként működött, a Tanácsköztársaság alatt a helyi direktórium, illetve a forradalmi törvényszék tagja volt. Tevékenysége miatt a vörösök bukása után emigrálnia kellett. Jugoszláviába, majd Ausztriába ment, ahol Stájerországban részt vett az osztrák munkások mozgalmaiban. 1934 tavaszán az osztrák munkásság fegyveres harcát irányította, ám a harc leverését követően az osztrák hatóságok elfogták és kivégezték.